# Classe Le Hardi
La classe Le Hardi era una classe di 12 cacciatorpediniere (torpilleurs d'escadre) costruiti per la Marine nationale: si trattava di navi da 1770 tonnellate di dislocamento, armate con cannoni in impianti binati da 130 mm (anche se in seguito erano previsti i 138 mm, forse singoli), 8-9 tubi lanciasiluri da 550 mm e con una maggiore autonomia rispetto alle unità della precedente classe L'Adroit.
Approvati nel 1938, la prima nave (Le Hardi) fu messa in servizio in seguito all'armistizio del 1940; delle altre nove, cinque erano state completate nel maggio 1939 mentre le altre, ancora in fase di costruzione, furono prese in considerazione dalla Germania nazista per un eventuale completamento, cui poi si rinunciò.
All'inizio del 1942 la Marine nationale contava otto navi della classe Le Hardi, che furono affondate a Tolone il 27 novembre 1942 sotto gli ordini dell'ammiragliato del governo di Vichy. Delle ultime quattro navi, L'Intrépide e Le Téméraire erano state varate nel 1941 ma quasi subito lasciate da parte; L'Aventurier fu varato solo nel 1947 per liberare lo scalo che occupava e, dopo molto tergiversare, non fu allestito. Fu infine demolito nel 1960. Il L'Opiniâtre, in ultimo, era stato previsto nel programma navale per il 1939 ma pare che non fu neppure ufficialmente impostato.

## Unità
- Le Hardi
- Fleuret
- Épée
- Casque
- Lansquenet
- Mameluk
- Le Corsaire
- Le Flibustier
- L'Intrépide
- Le Téméraire
- L'Aventurier
- L'Opiniâtre